# Ramosé (vizir d'Amenhotep III)
Pour les articles homonymes, voir Ramosé.
Ramosé est un vizir d'Amenhotep III puis d'Akhenaton (XVIIIe dynastie).

## Généalogie

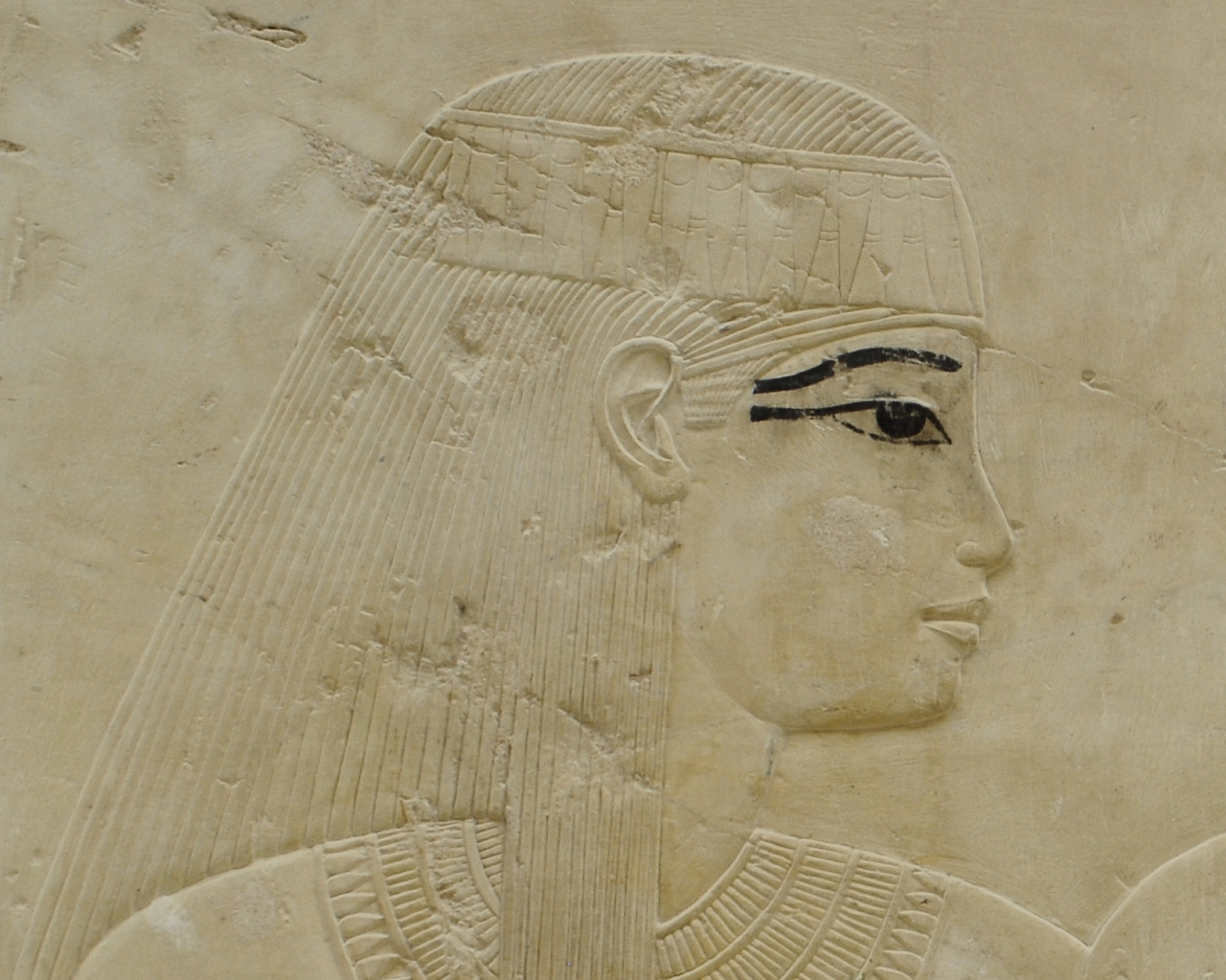
Apouya, mère de Ramosé

Ramosé est né dans une famille influente.
Son père, Heby, était le maire de Memphis, en fonction au début du règne d'Amenhotep III.
Sa mère se nomme Apouya.
Le frère de Ramosé, Huy, était le grand intendant de Memphis.
Il épouse Méryt-Ptah.

## Fonction
Lorsqu'Amenhotep III fait construire à Héliopolis un temple dédié à Aton, le disque solaire divinisé, il nomme Ramosé, qui était vizir de Haute-Égypte, « intendant de la résidence d'Aton », tandis qu'Aper-el, qui était vizir de Basse-Égypte, devenait grand prêtre du nouveau temple.

## Sépulture
Il est connu pour avoir eu deux tombes. La première à Thèbes (TT55) où il est certain qu'il a été inhumé. La seconde se trouve à Akhetaton, la ville bâtie par Akhenaton et devenue sa capitale après cinq ou six ans de règne. En effet, lorsque Akhenaton déménage la capitale à Akhetaton, tous les ministres le suivent et le pharaon aménage une seconde tombe pour l'ancien vizir.